# Chickamaw Beach, Minnesota
Chickamaw Beach, Minnesota (енгл. Chickamaw Beach) град је у америчкој савезној држави Минесота.

## Демографија
По попису из 2010. године број становника је 114, што је 34 (-23,0%) становника мање него 2000. године.
| Група             | 2000.       | 2010.       |
| Белци             | 147 (99,3%) | 112 (98,2%) |
| Афроамериканци    | 0 (0,0%)    | 0 (0,0%)    |
| Азијати           | 0 (0,0%)    | 0 (0,0%)    |
| Хиспаноамериканци | 1 (0,7%)    | 2 (1,8%)    |
| Укупно            | 148         | 114         |